# بن مک‌دونالد
بن مک‌دونالد (انگلیسی: Ben McDonald؛ زادهٔ ۲۴ نوامبر ۱۹۶۷) بازیکن بیس‌بال اهل ایالات متحده آمریکا بود.